# 吊床

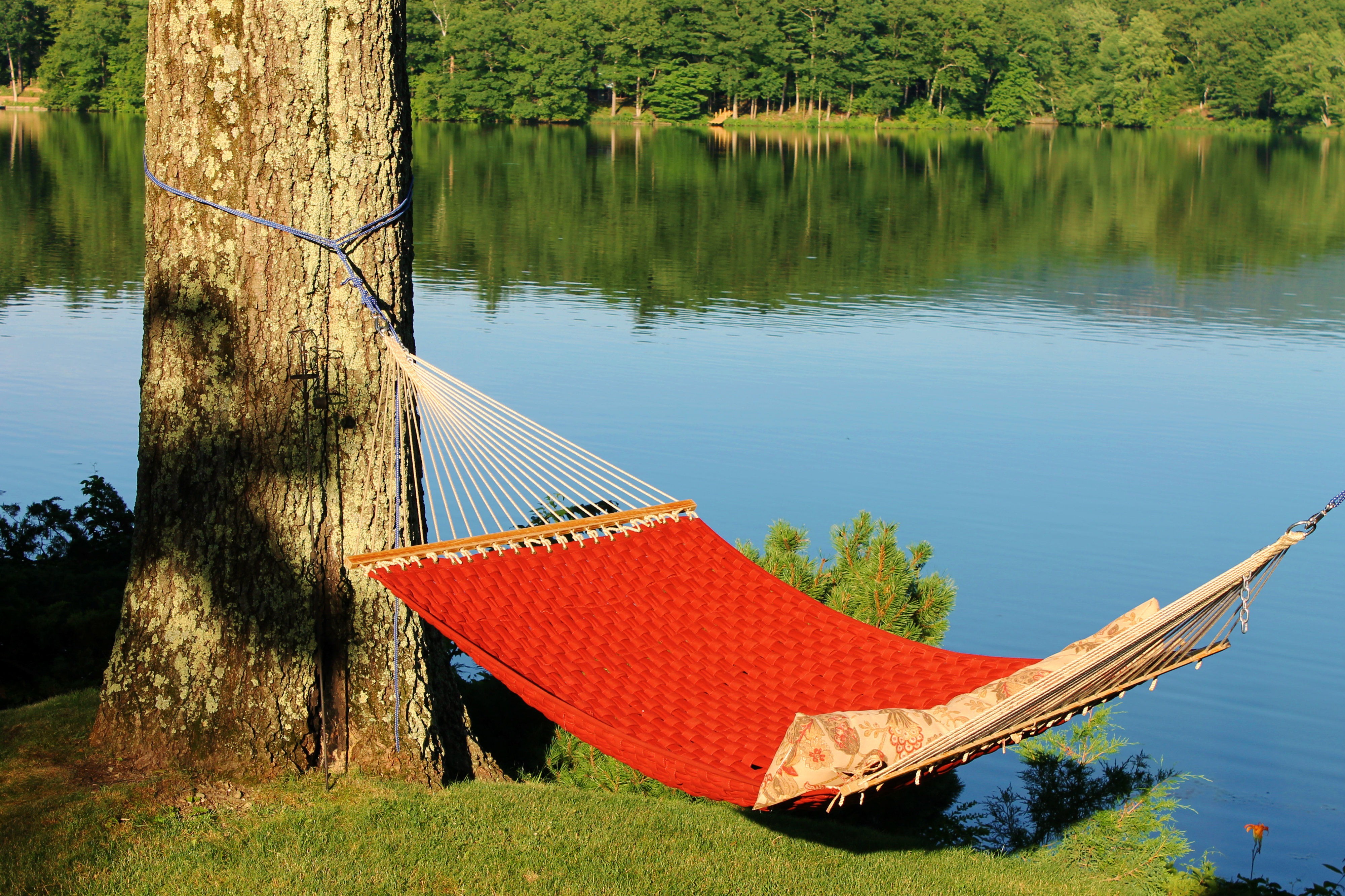
在湖邊掛於兩棵樹之間的吊床

吊床可由布或繩網製成，懸掛於兩個定點之間，作休閒或睡覺之用。吊床最初常見於加勒比海及中南美洲地區，及後廣被海員使用，以善用船上狹窄空間。至今，吊床已經成為夏季、休閒、簡單生活等象徵。

## 历史

### 欧洲

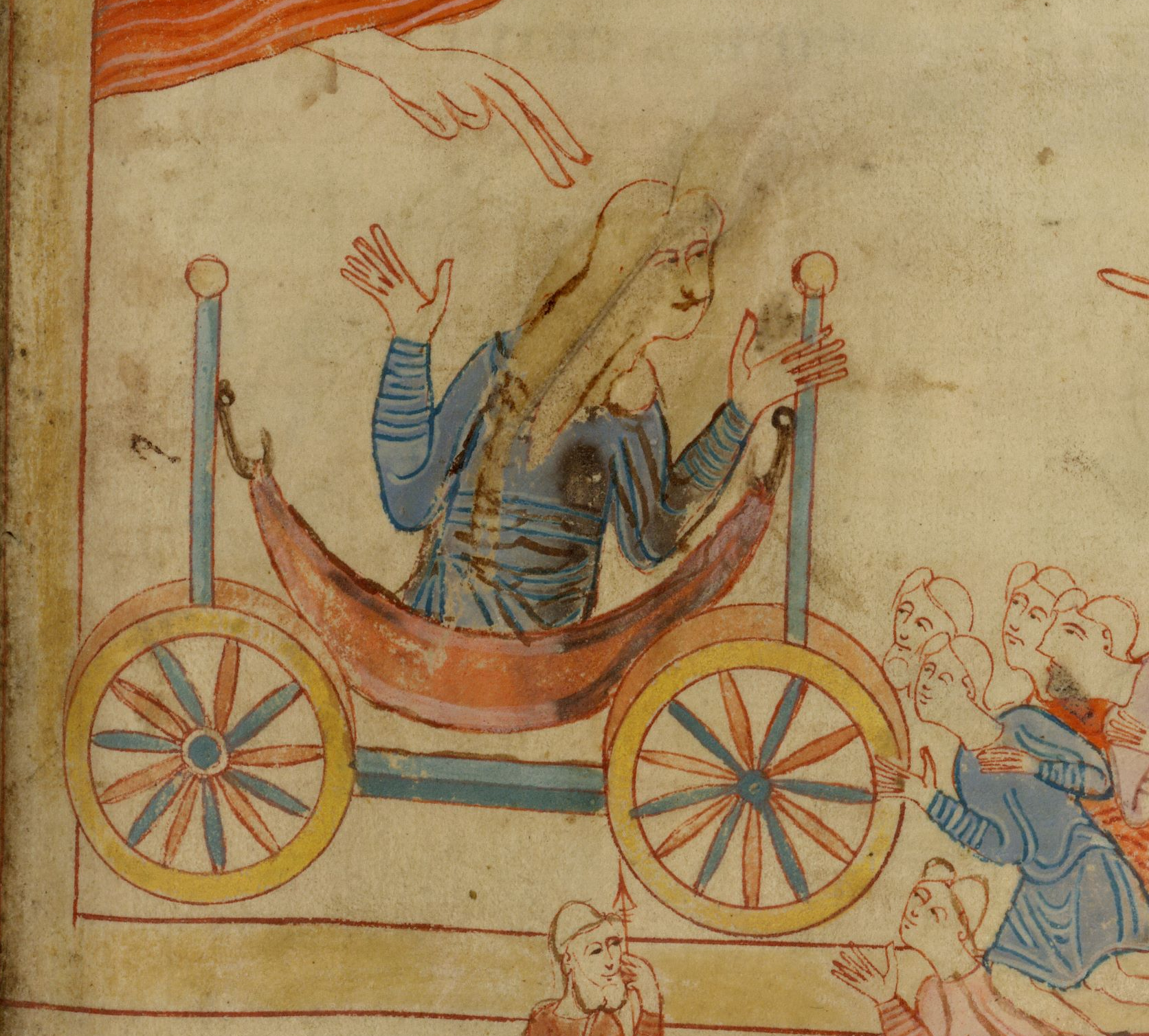
在11世纪的《六经》中，约瑟夫坐在一个带轮子的吊床上。

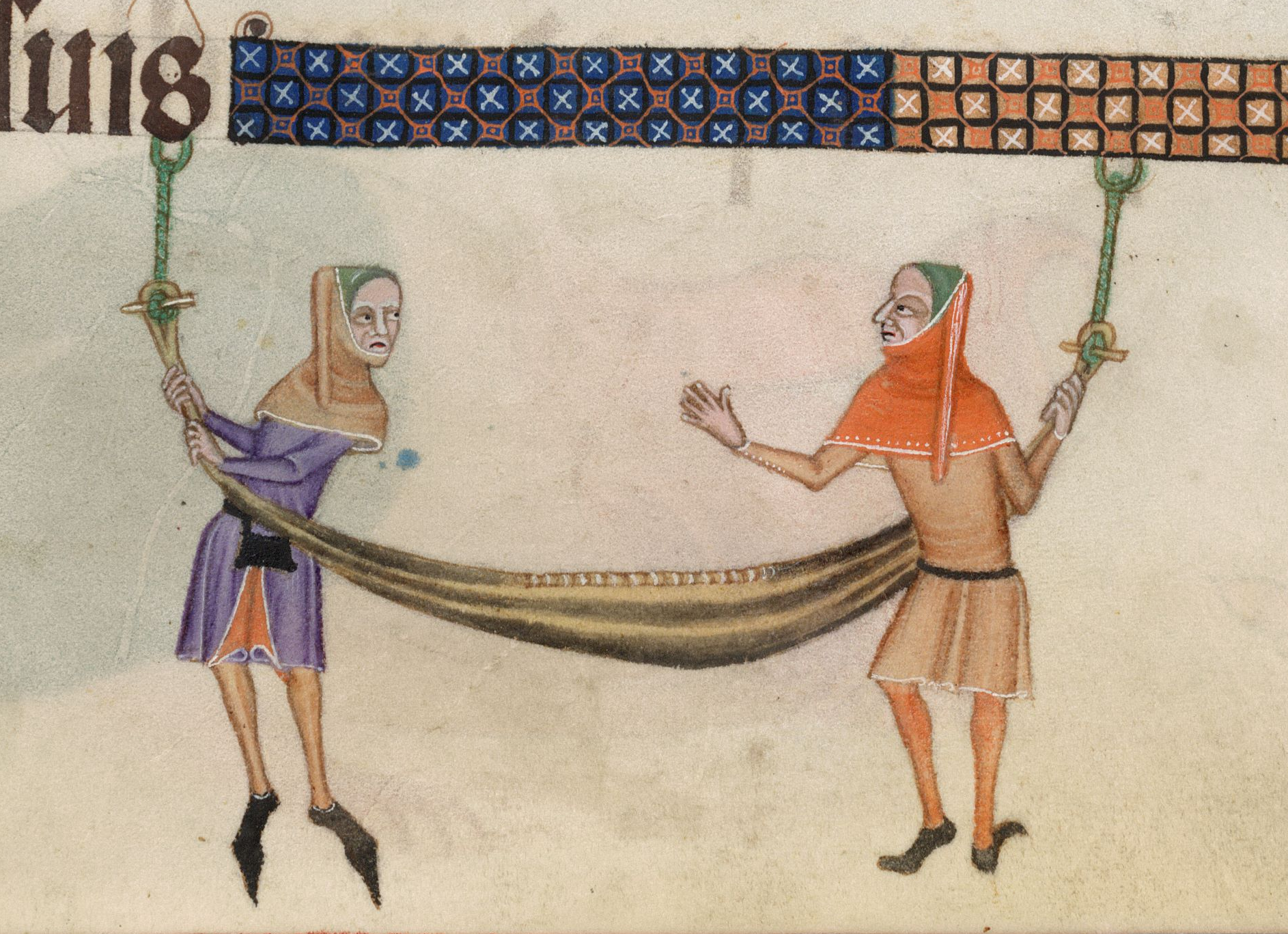
《拉特尔诗篇》（约1330年）中的吊床。

部分19世纪的人将吊床的发明归功于雅典政治家阿尔西比亚德斯（卒于公元前404年）。这种推论来自普鲁塔克的记载，他写道阿尔西比亚德斯将他的船床用绳子吊挂，但并未特别描述它是网状或吊带形式的。其他古代作家也提到使用悬挂床来改善睡眠或健康，但未详细说明其悬挂方式。
11世纪的古英语《六经》中描绘了圣经中的约瑟被晋升为法老的“第二辆战车”（即第二指挥官）的情景，所用的车辆类型相对简单，车身似乎是一种布制的吊床。该吊床悬挂在两个挂钩上，这些挂钩连接在底盘上升起的两个相对的柱子上。并不确定作者是想描述一种带轮的吊床式轿子，还是具有弹性悬挂的简易马车。
吊床在另一部中世纪英国文献《拉特尔诗篇》（约1330年）中再次出现，已发展成一种常规的悬挂床。末端有两个绳制的把手，这种吊床的布料是帆布，而不是网状材质。荷兰史学家安德烈·斯莱斯维克（André Sleeswyk）认为，尽管“吊床”一词后来是从美洲引入的，但其可能是以英国式的吊床在欧洲海军中广泛应用。

### 北美大陆

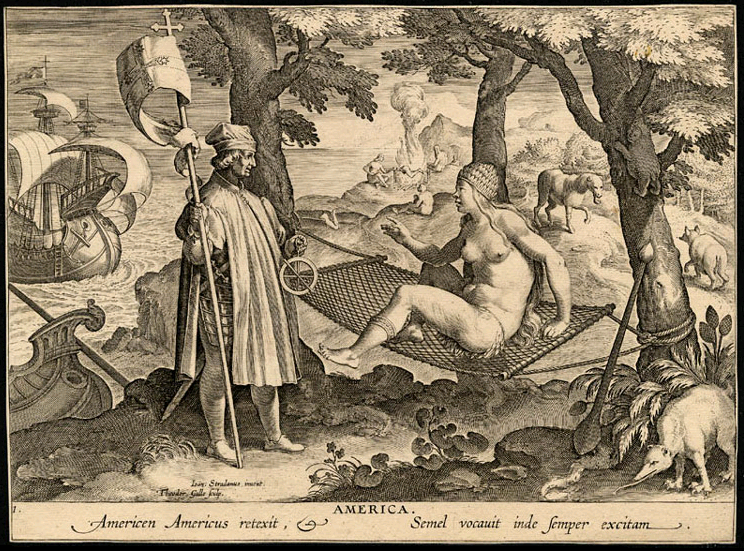
吊床作为美洲的象征：1630年由斯特拉达努斯创作、提奥多尔·加勒刻制的版画。

西班牙殖民者首先注意到美洲原住民使用吊床的习惯。
航海家哥伦布在首次航行的记录中记载道：“今天，许多印第安人划着独木舟来到船边，用他们的棉花和hamacas（他们用来睡觉的网状吊床）来交换物品。”他在巴哈马群岛与泰诺人接触时，注意到吊床的广泛使用。
早期的吊床是用树皮编织而成，后来被剑麻纤维取代。能够有效昆虫叮咬或动物袭击和避免疾病传播是吊床在中美和南美流行开来的原因之一，因为将床悬挂在地面之上，可以更好地防范蛇、蚂蚁以及其他生物的叮咬。

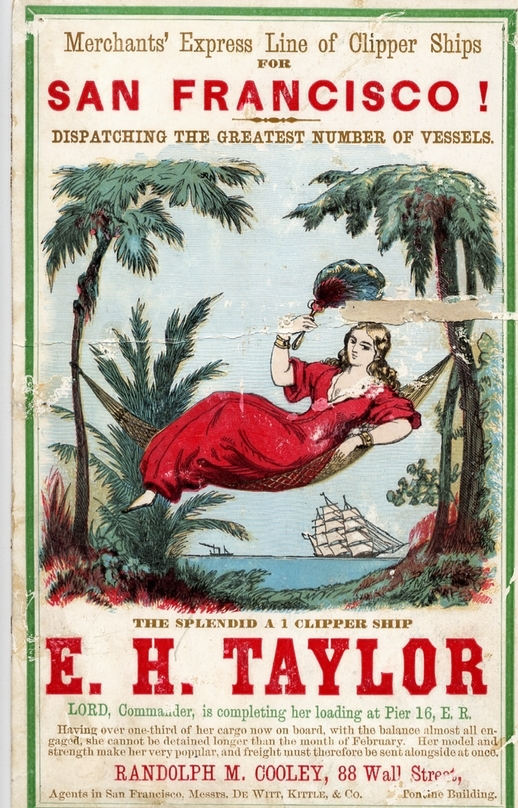
在快速帆船时代的海报里的的吊床。

### 海军应用

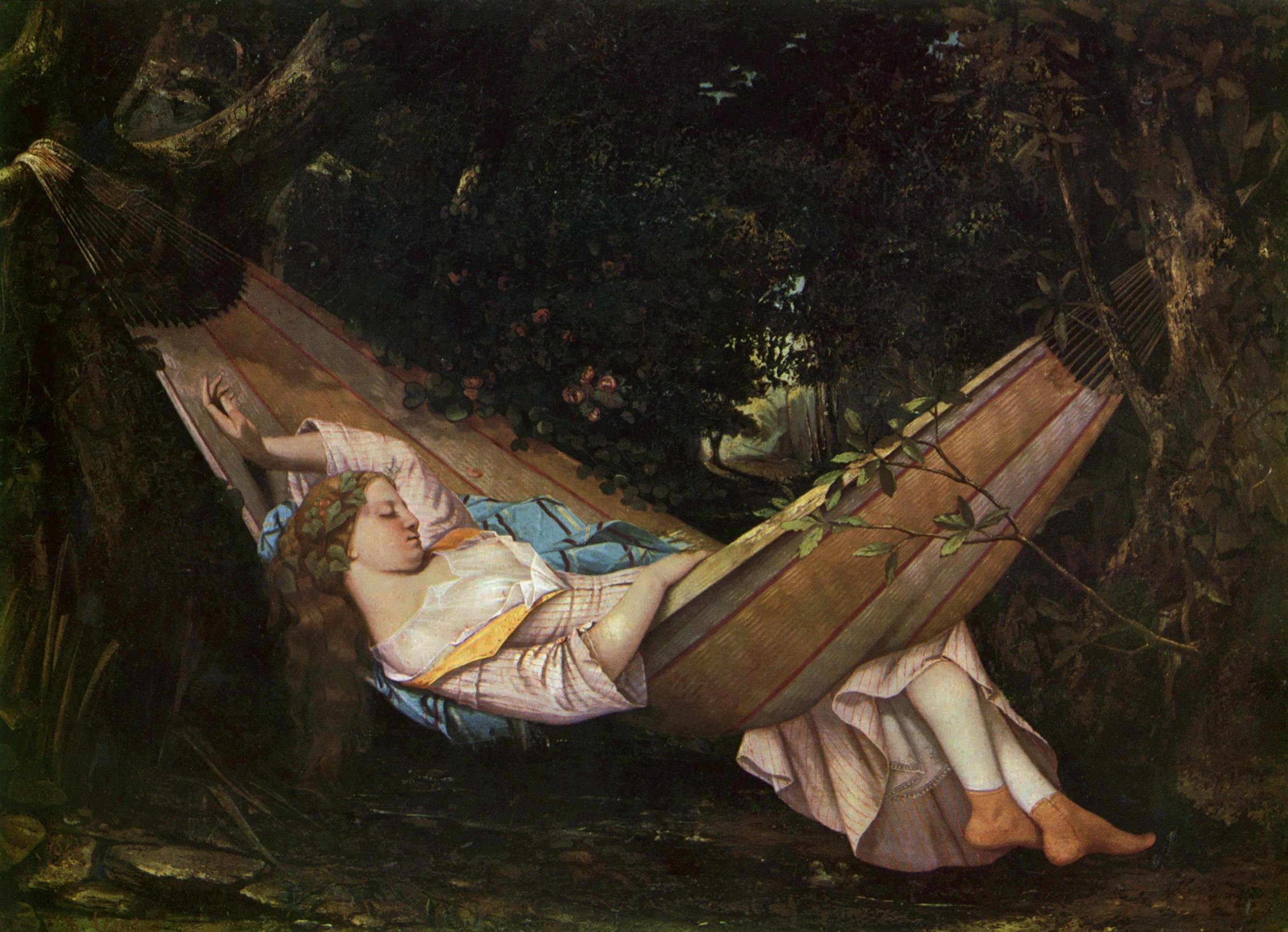
1844年 -《梦》，居斯塔夫·库尔贝（Gustave Courbet，1819–1877）

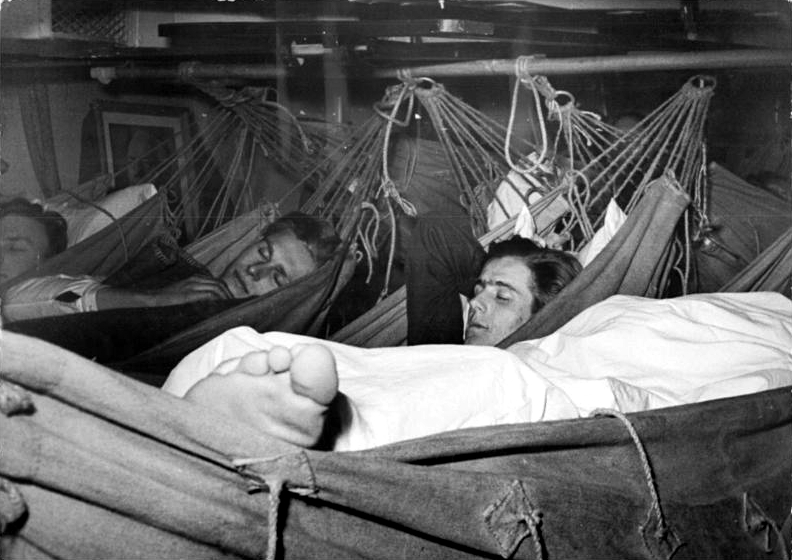
1951年，东德一所学校的船员们在他们的吊床中休息。

大约在1590年，吊床开始被应用于帆船上。皇家海军在1597年正式采用吊床，当时下令采购了三百匹帆布用于“悬挂小屋或床”。在船上，吊床经常用于战舰的炮甲板上供水手睡觉，因空间有限，无法安装固定的床铺。悬挂的吊床会随着船的运动而摆动，这样在浪涌或海况恶劣时，乘员不会因船体晃动而从高达五、六英尺的甲板上摔下来。相比于固定床铺或卧舱，吊床在海上提供了更舒适的睡眠环境，因为吊床能使睡者始终保持平衡，不受船体运动影响。在海军吊床普及之前，水手们经常因从床铺上摔下或在恶劣海况中在甲板上滚动而受伤甚至丧命。
传统帆布海军吊床的边缘包裹着睡者，从而避免水手意外坠落。如果包装得当，吊床还可以作为应急浮具使用。在至少16世纪90年代，许多皇家海军的水手会使用一种张开器——一块两端切有V形槽的木头，以扣住吊床每侧的第二根绳索。第一根绳索比其他绳索拉得更紧，以在吊床两侧形成一道防风边缘，防止睡者被甩出。水手们还会配发一张窄床垫，以防止下方的寒气。
此外，海军吊床可以卷起储存于隐蔽处，或者放在船舷的网袋中，在战斗中提供额外的保护（这在帆船时代十分常见）。许多水手习惯了这种睡觉方式，以至于他们在休假上岸时也会带着吊床。海军吊床的使用一直延续到20世纪。在第二次世界大战期间，运输船上有时为海军士兵和士兵配备吊床，以增加空间和运载能力。即便在今天，许多休闲水手仍然更喜欢吊床，而不是固定床铺，因为在海上睡觉时吊床能提供更好的舒适度。

### 太空应用
吊床也被应用于太空飞行器，以便在不睡觉或休息时有效利用空间。在阿波罗计划中，从阿波罗12号开始，登月舱配备了吊床，供指挥官和登月舱飞行员在月面行走之间休息和睡眠。
墨西哥和玛雅吊床

### 墨西哥和玛雅
在墨西哥，吊床主要在尤卡坦半岛首府梅里达周边的村庄制作，并在当地和世界各地销售。吊床据说是在西班牙人征服前不到两百年从加勒比地区传入尤卡坦的。除了树皮和剑麻，吊床还使用了棕榈叶等多种材料制成。原住民和现代吊床的质量在很大程度上取决于材料的质量、纱线的种类以及所用纱线的数量。玛雅吊床是用织机制作的，并由手工编织。吊床在尤卡坦人的象征性和文化中具有重要地位，即使是最简陋的房屋，墙上也会装有吊床挂钩。

### 萨尔瓦多

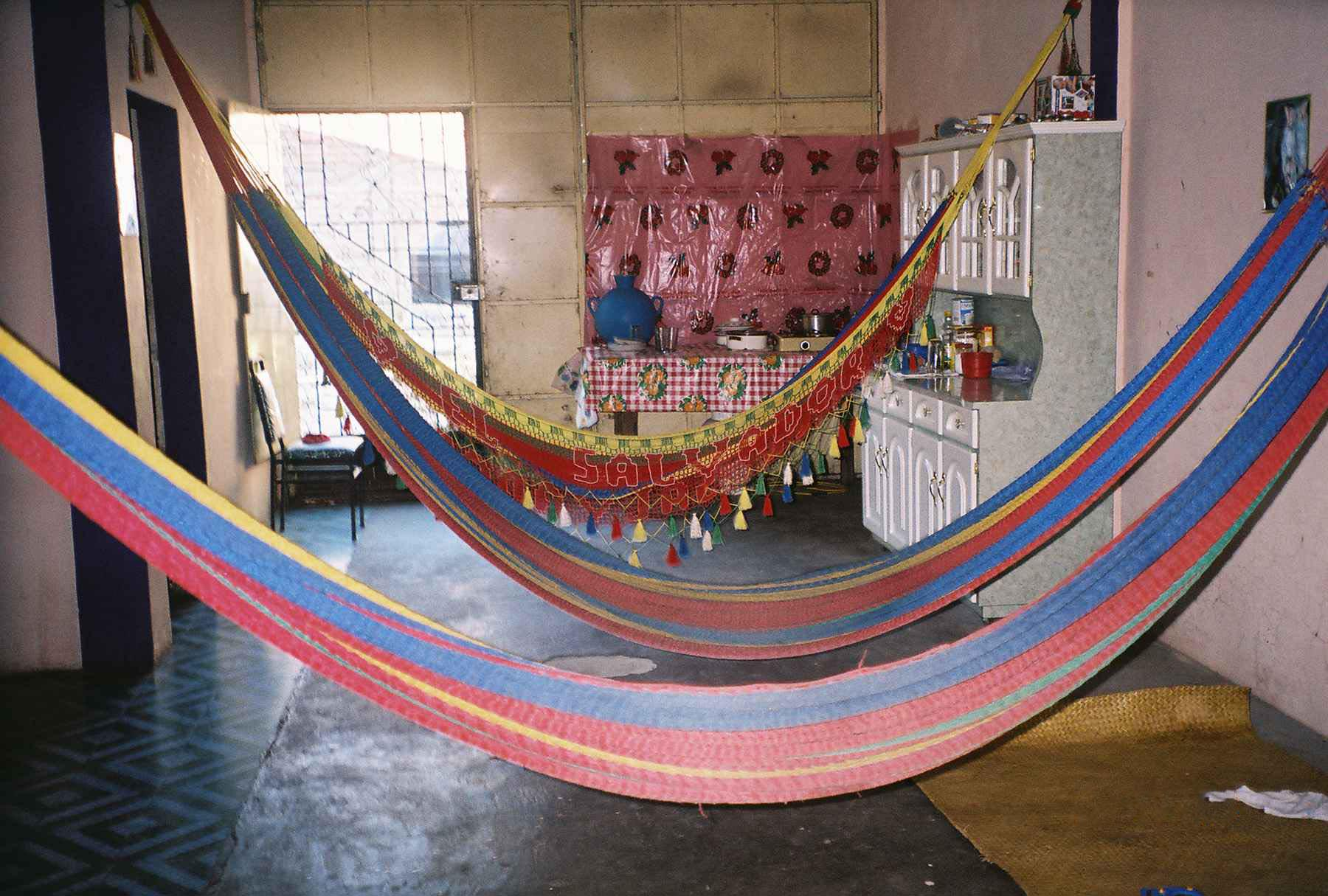
在萨尔瓦多莫拉桑省的一间客厅内，挂着三张由合成纱线编织的萨尔瓦多吊床（hamacas）。

萨尔瓦多是吊床的重要生产和出口国。圣萨尔瓦多市所在的山谷被称为“吊床谷”，因为当地的美洲原住民使用吊床来“抵御”频繁的地震。吊床在萨尔瓦多文化中占有重要地位，常被用于午睡。在萨尔瓦多各个阶层的家庭中，无论是朴素的乡村小屋还是高档的城市酒店连锁，吊床都可以挂在门口、客厅、阳台、室外庭院，甚至树间。在萨尔瓦多乡村，一个家庭的主要房间中可能会挂有多张吊床，用作座椅、床铺，或是婴儿的摇篮。每年11月的第一个和第二个周末，“康塞普西翁·克萨尔特佩克”市都会庆祝传统的吊床节，手工艺人们会在节日中制作并出售吊床。

### 委内瑞拉
在委内瑞拉，有些村庄的居民家庭完全采用吊床。20世纪上半叶，许多科学家、探险家、地质学家和其他非本地访客来到中南美洲的丛林时，很快采用了委内瑞拉吊床的设计，这种吊床可以防止蝎子和毒蛇（如粗鳞矛头蝮）的威胁。南美洲丛林中严酷的环境刺激了委内瑞拉吊床的进一步发展，使其更适合在其他热带环境中使用。
委内瑞拉吊床的布料采用透气材料，这对于防止因持续降雨和高湿度引发的真菌感染至关重要。后来采用细织的沙蝇网以更全面地抵御蚊子、苍蝇和爬虫，尤其是在疟疾或蛆虫肆虐的地区。吊床上方可以添加防水的顶布或遮雨布，防止夜间大雨淋湿；悬挂线上系上短绳，以防止雨水顺着树干流到吊床上。通常还会在丛林吊床底部增加一层透气的棉布或尼龙，防止蚊虫叮咬的同时保证空气流通。

### 丛林吊床
经过改良后的委内瑞拉吊床逐渐被称为丛林吊床。通过在吊床的悬挂绳上涂抹杀虫剂或驱虫剂，丛林吊床可以防止昆虫咬破防虫网。
美国陆军最终采用了丛林吊床版本，配有防雨布和沙蝇网，用于美国及盟军在二战期间的缅甸等热带丛林地区作战。美国海军陆战队后来在多雨且虫害严重的新不列颠岛和后来的太平洋岛屿战役中使用了丛林吊床。为了避免受机枪和炮火伤害，士兵们先挖出壕沟，然后将吊床支撑绳固定，以便将吊床悬挂在地平面以下。
越南战争期间，美国陆军继续配发的丛林吊床（如M1966丛林吊床）。同时，北越军队也经常利用从美军降落伞布和伞绳中回收的材料自制丛林吊床。这些吊床被挂在远离丛林小径的高处，有效减少了疾病和病患的发生，北越指挥官普遍认为这种健康威胁比弹片伤害更严重。
越南战争结束后，吊床在越南平民中逐渐流行开来，因为他们从美国士兵那里学会了制作和使用吊床。许多用过的降落伞被回收改造成吊床，当地也逐渐发展出不同风格的吊床。

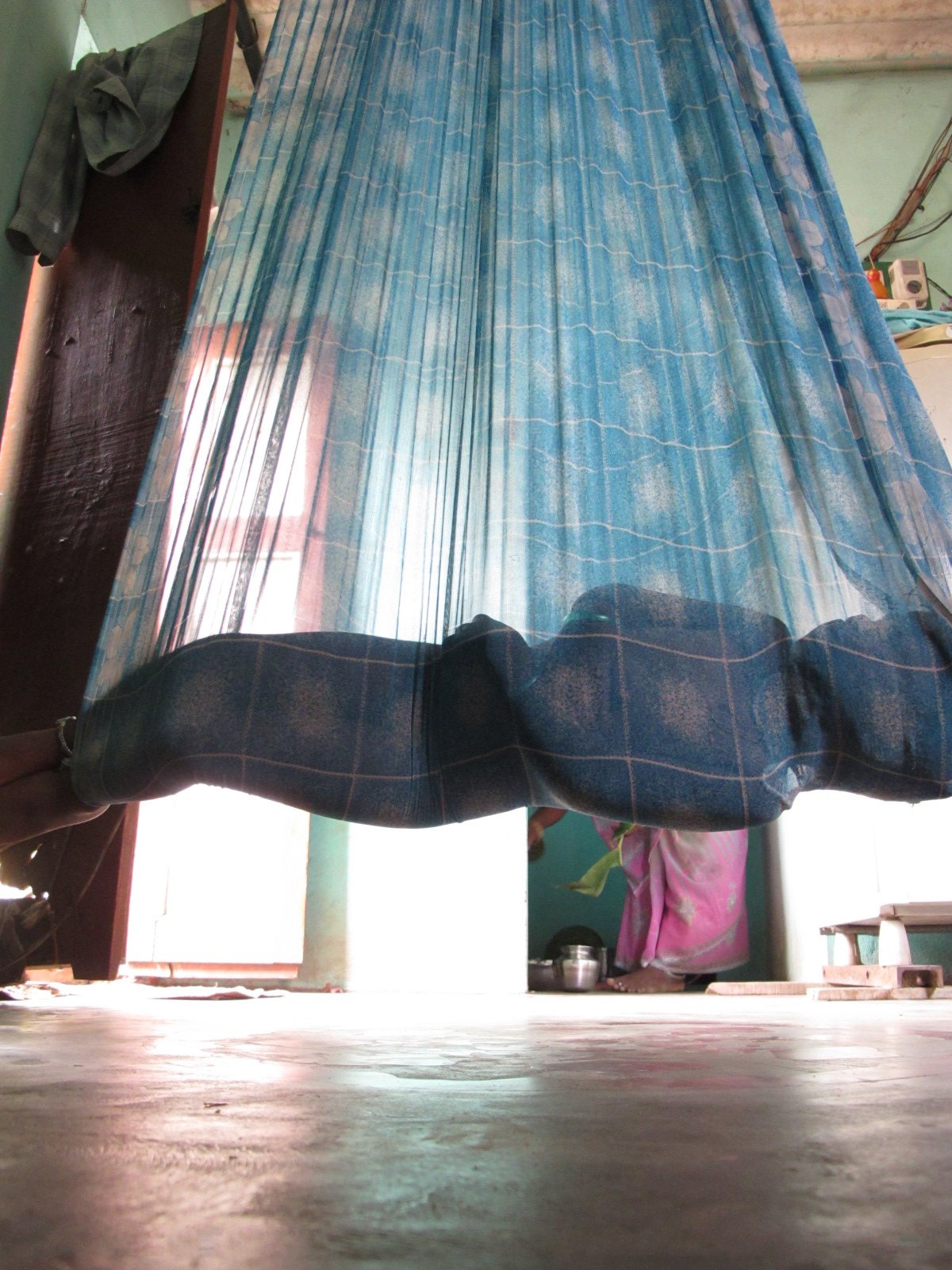
在印度泰米尔纳德邦的婴儿吊床

### 印度
在印度南部，吊挂在天花板上的婴儿吊床是一种传统。用于吊床的布料是长达5米的纱丽材料，这种长度既可以将吊床挂得足够高，又能确保低到适合幼儿的安全高度。纱丽轻盈透气，适合该地区炎热的气候，有助于排汗和降温。

### 载人登月任务

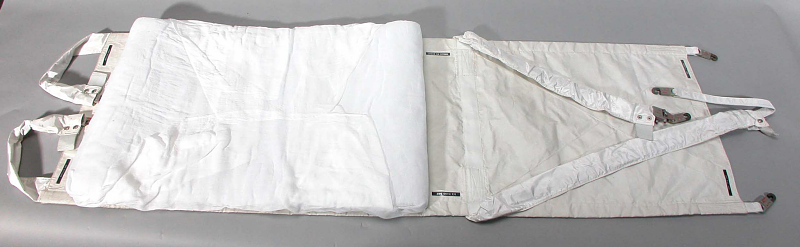
在美国国家航空航天博物馆中展出了阿波罗登月舱的一张未使用过的吊床。

在美国国家航空航天博物馆中展出了阿波罗登月舱的一张未使用过的吊床。首批踏上月球的两位宇航员，阿波罗11号的尼尔·阿姆斯特朗和巴兹·奥尔德林，在休息时只能睡在阿波罗登月舱的地板上，他们报告说地板过冷，难以舒适入睡。
从阿波罗12号任务开始，登月舱内均配备了可以挂在上升段内部的吊床。这些吊床减少了宇航员与舱内地板接触带来的冷却效应，同时提供了更柔软的支撑，使得宇航员能够在月球上能够入睡。

## 当代
目前市场上有各种类型的吊床。专为背包旅行设计的吊床通常配有防蚊网和夜间储物袋；一些吊床使用轻薄材料制成，适合日间旅行携带。还有一些吊床自带金属或木制的支架，能够独立支撑吊床。由于吊床的长度通常设计为适合成年人的平均身高，大多数吊床支架是通用的，通常包括沿地面延伸的支撑杆、两端用于稳定的支脚，以及每端的斜臂，为吊床提供两个挂点。

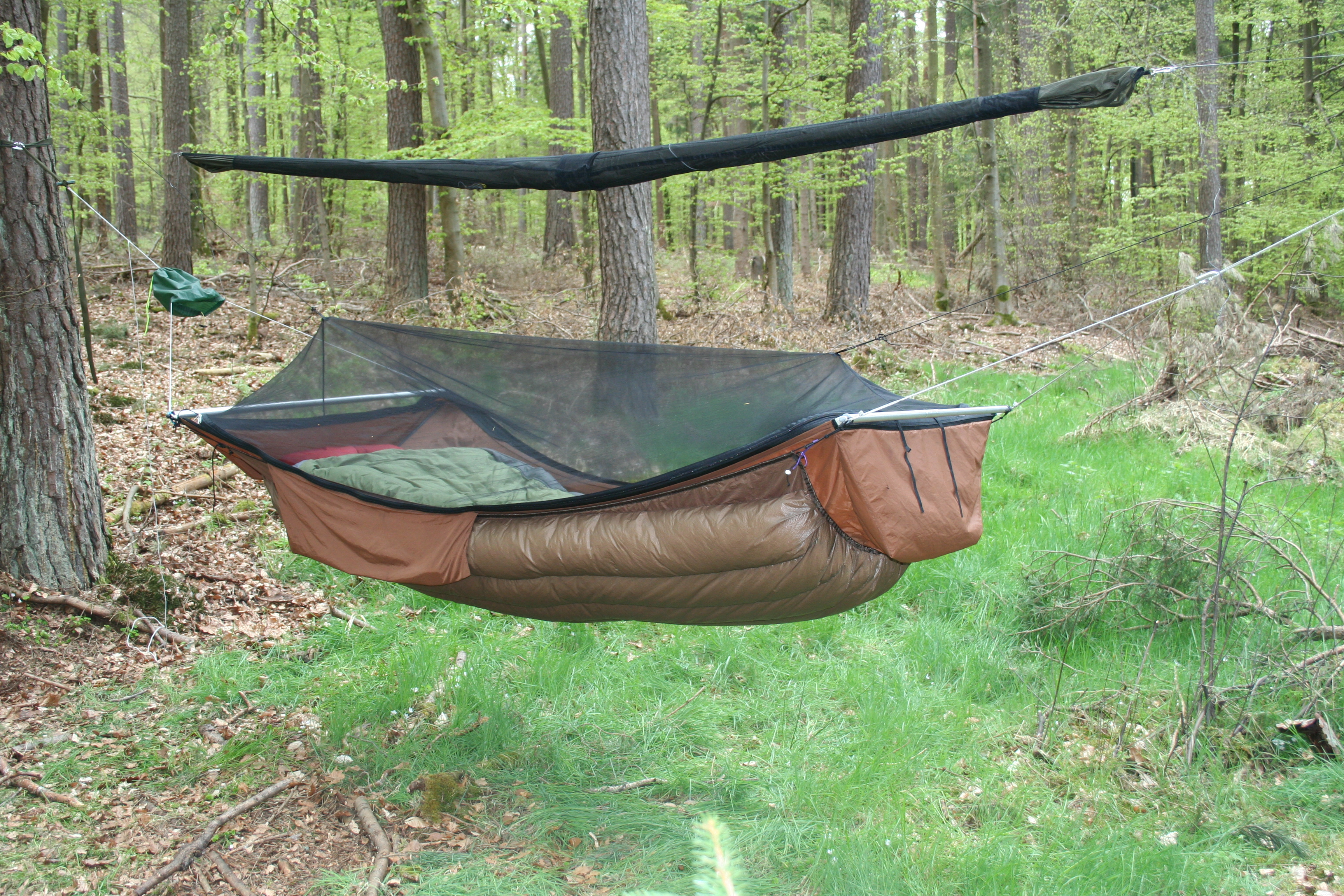
配防虫网的桥式吊床
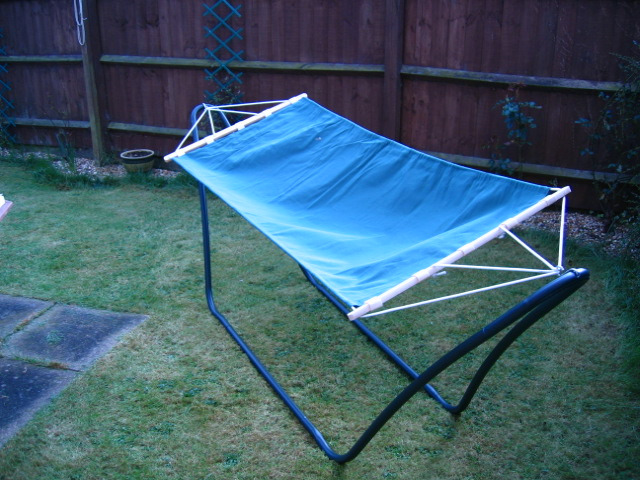
住宅后院中的吊床支架
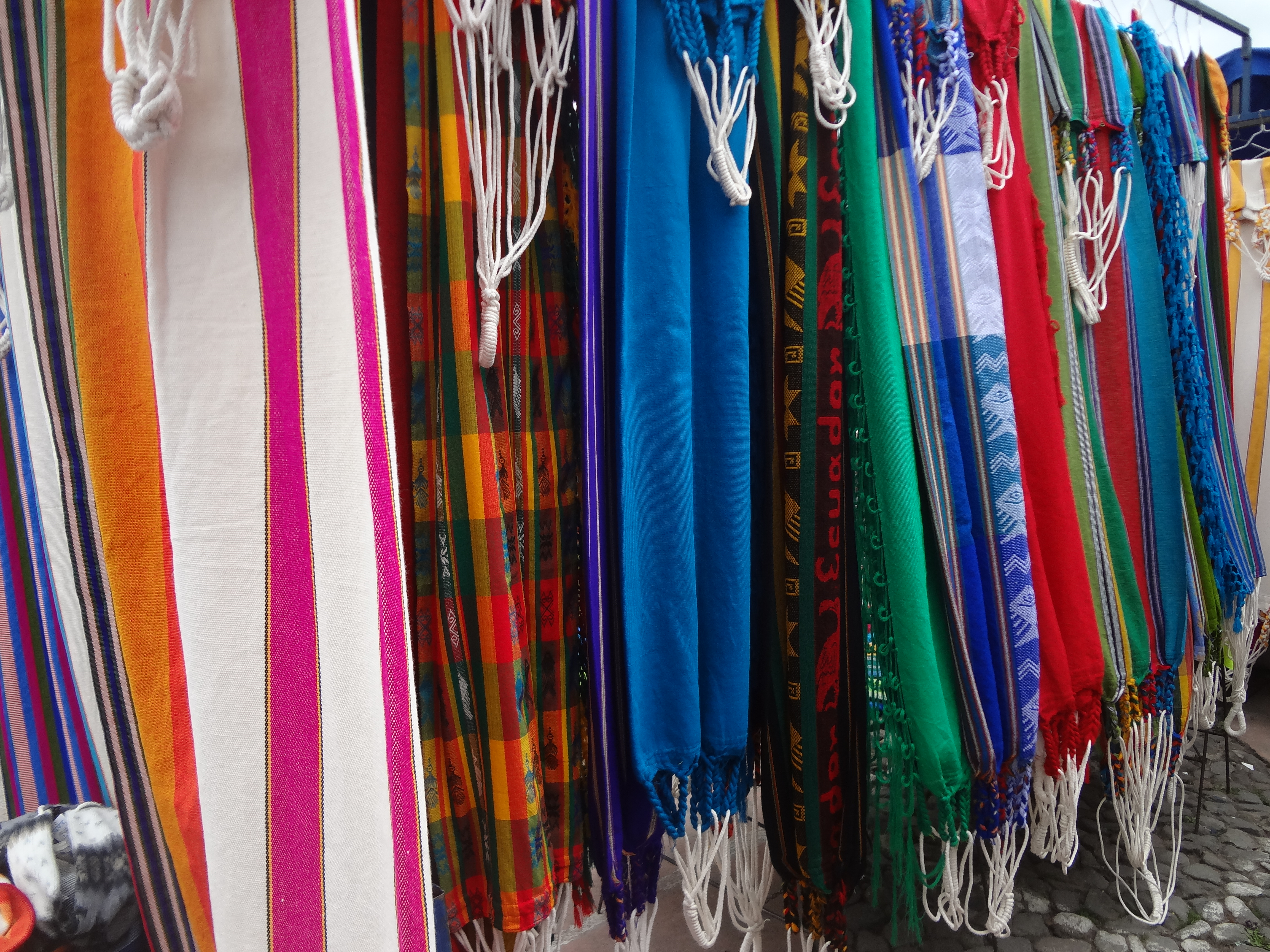
手工艺品市场里的传统吊床
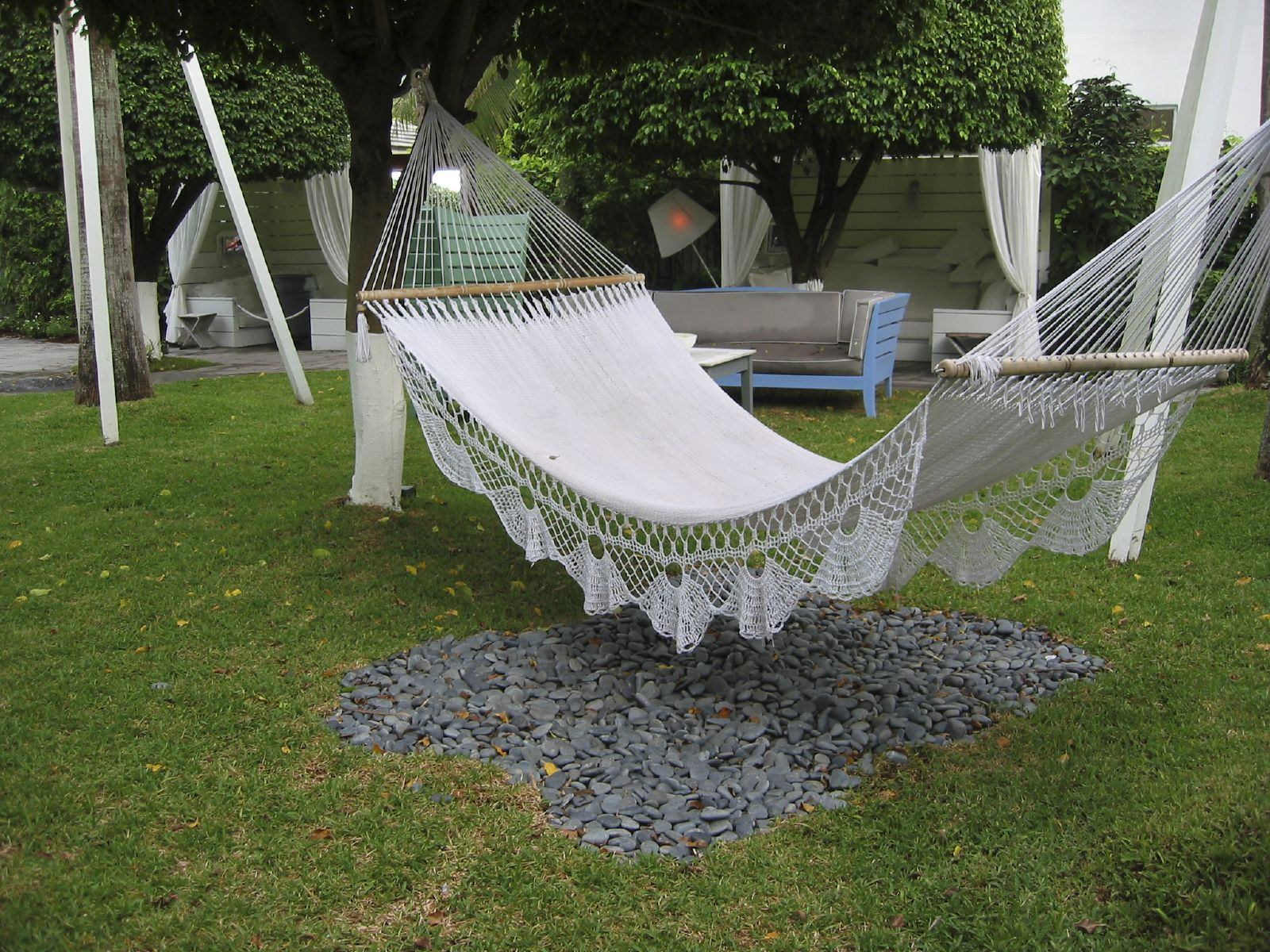
钩针编织的吊床
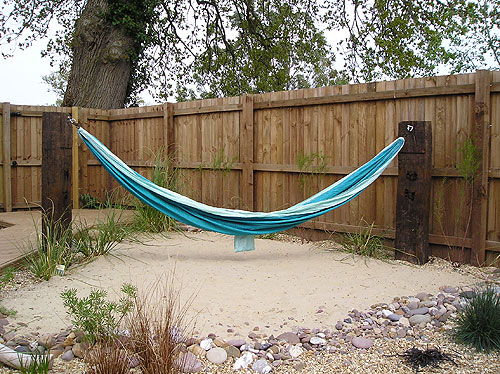
尼龙吊床
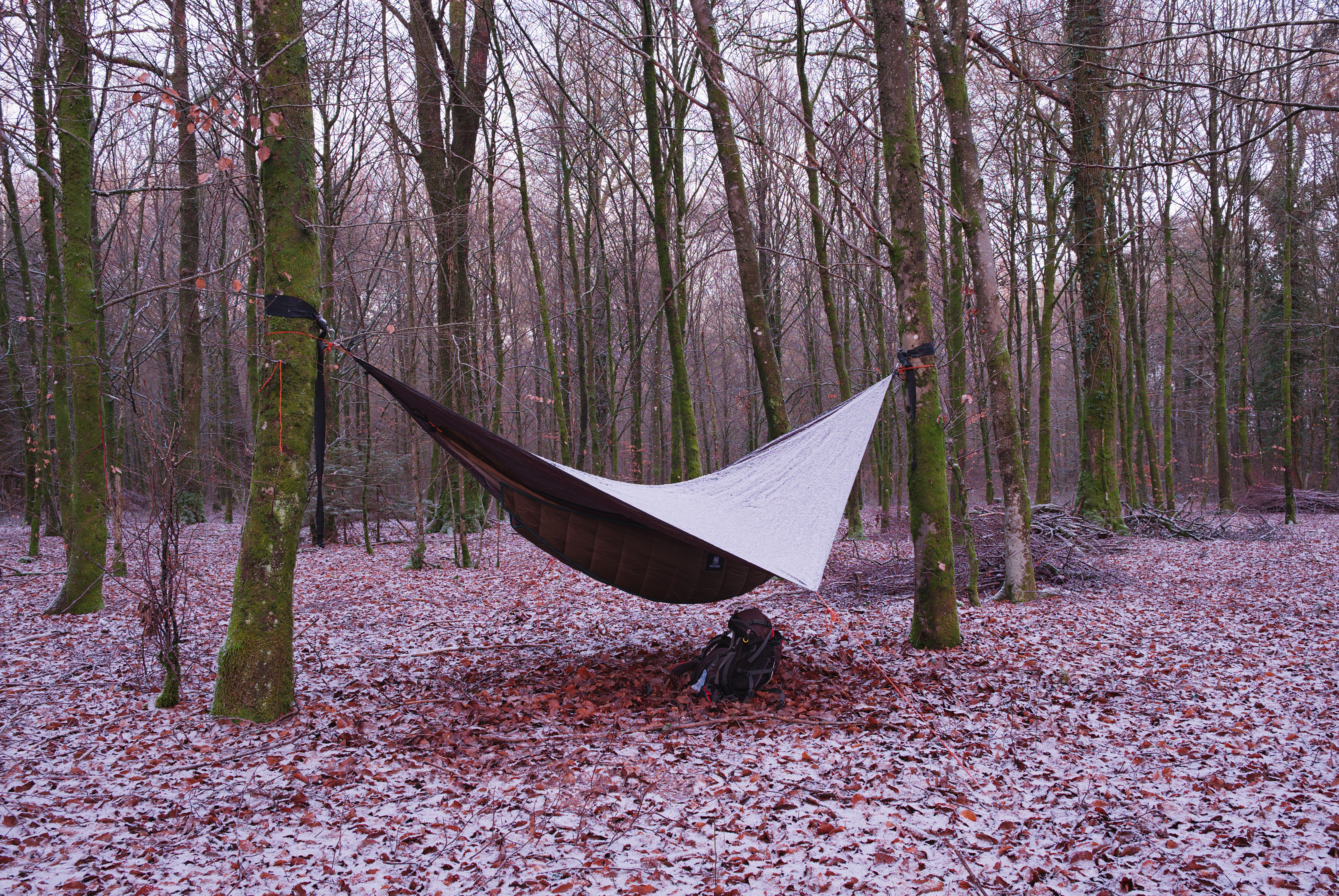
带防雨布和保暖底被的吊床
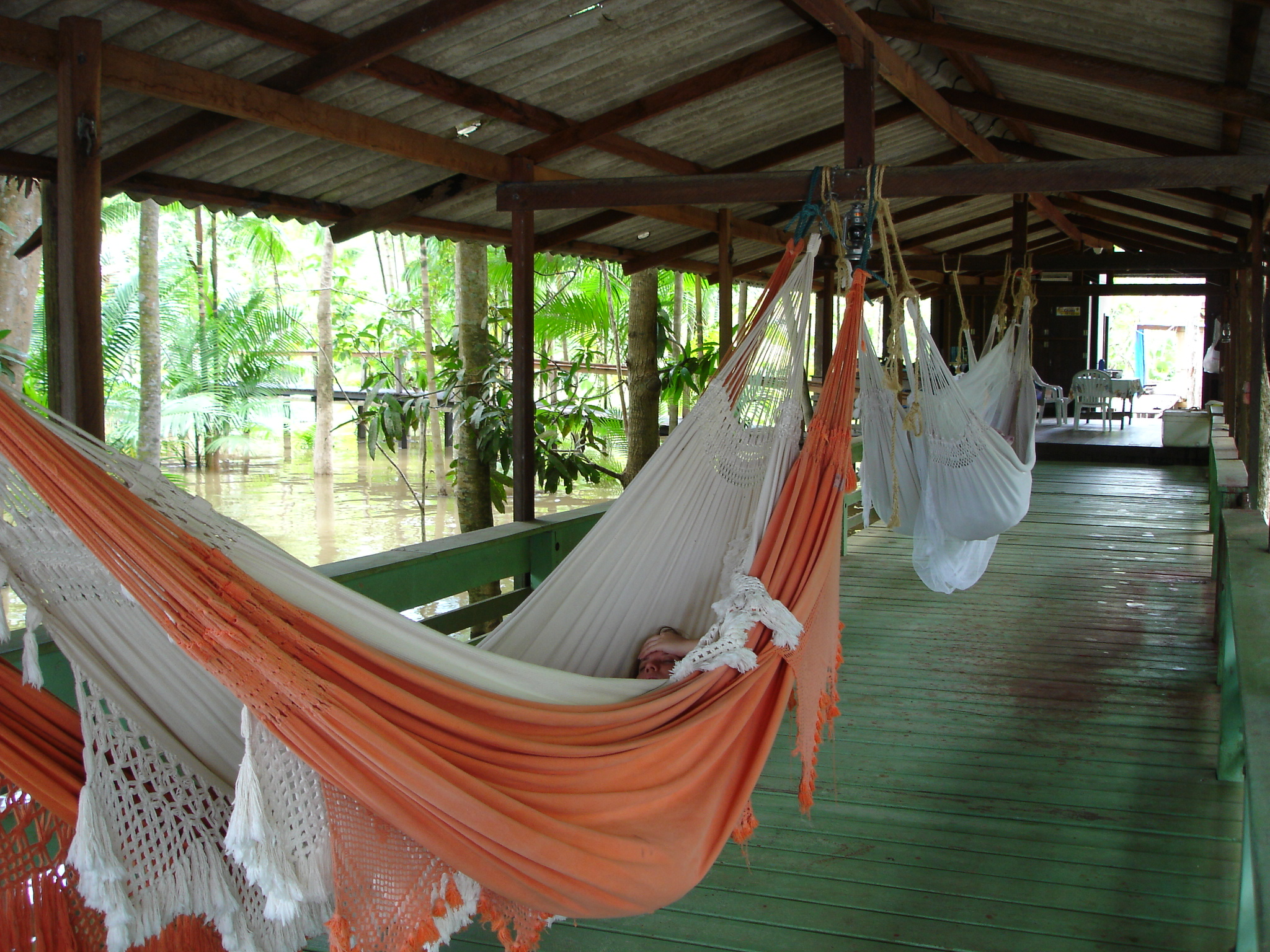
巴西亚马逊河岛的吊床

在巴西的东北地区，吊床非常受欢迎，但不仅仅是用于睡眠设备：在塞尔唐的最贫困的区域，如果一个聚居地没有墓地，可以用吊床来将逝者运送到有墓地的地方；此外，吊床还经常作为棺材的低成本替代品。这一风俗启发了坎迪多·波尔蒂纳里在1944年创作的画作《Enterro na Rede》（《吊床中的葬礼》）。传统上，在海上逝世的水手们也会被用吊床包裹后海葬。
医学研究表明，吊床的轻柔摇晃运动能够帮助使用者更快入睡，并且相比于传统的固定床垫，可以使人进入更深层的睡眠状态。

### 吊床样式
目前流行的吊床样式包括撑杆式、玛雅式、巴西式、海军式、尼加拉瓜式、委内瑞拉（丛林）式以及旅行吊床。每种样式各具特色，具有不同的优点和缺点。许多吊床提供多种颜色、图案和尺寸，从单人吊床（承重250–350磅 / 110–160公斤）到双人或三人吊床（承重400–600磅 / 180–270公斤）不等。未悬挂吊床的常见尺寸在宽度0.9米至4.2米之间，长度1.8米至3.3米之间。尽管当今的吊床样式在形式上相似，但它们在材料、用途和结构上有显著差异。
- 撑杆式吊床：在头部和脚部设有木质或金属杆，将吊床宽度撑开，便于休闲使用，例如在后院使用。不过，撑杆也会使吊床不够稳固，因为吊床的重心较高。通常，这种样式不如其他样式稳定，也不太适合睡觉。此类吊床的一个子样式是单撑杆吊床，只有一端使用撑杆，稳定性更强。另一种变体是三点固定的单撑杆吊床，三点分别位于撑杆两角和另一端，无论如何几乎不会倾倒。

- 玛雅式和尼加拉瓜式吊床：由棉线或尼龙线编织成网状支撑床面。玛雅吊床的编织较为宽松，而尼加拉瓜吊床编织更紧密，吊床的支撑性取决于纱线数量和编织质量。

- 巴西式吊床：使用棉布制成，通常比网状吊床更耐用。虽然一些人认为玛雅和尼加拉瓜吊床可能更舒适，但巴西吊床的舒适性不依赖其结构，因此不同厂家之间的舒适性差异较小。

- 海军式吊床：通常由帆布或结实的棉布制成，设计坚固，适应船上使用的严苛环境。这类吊床通常简单无装饰，但非常耐用。

- 委内瑞拉或丛林吊床：现代款一般采用透气的尼龙或聚酯纤维制成，使用防伸缩的达克纶或类似材料的悬挂绳。丛林吊床采用“直线式”设计，使用者沿吊床长度方向睡觉，而不是横躺。丛林吊床配备透气的底布、滴水绳、防虫网以及可选的防雨布，是防水防虫效果最好的吊床之一，不仅能防止水进入，还能有效防止昆虫叮咬。
- 旅行或露营吊床：在环保露营者、超轻装备的徒步旅行者以及帆船爱好者中非常受欢迎，因为它们对环境的影响较小，而且相比帐篷更加轻便，不占空间。[22]这些吊床通常采用坚固的尼龙降落伞面料制成，可能使用防撕裂技术以提高耐用性。一些吊床配有防蚊网和储物袋，部分款式提供支撑绳，使安装更加方便，还可能在吊床底部开有入口便于进入。吊床使用专门的织带环绕树干，作为吊床的固定点，避免对树木造成损伤。

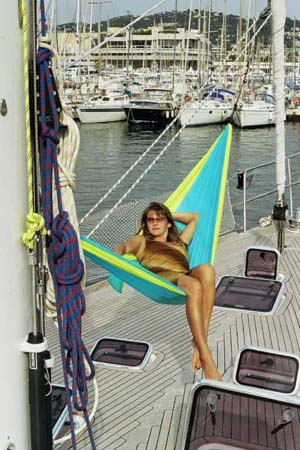
Relaxing on a yacht in a nylon hammock. This shows use with a diagonal positioning of the body.

### 安装和使用

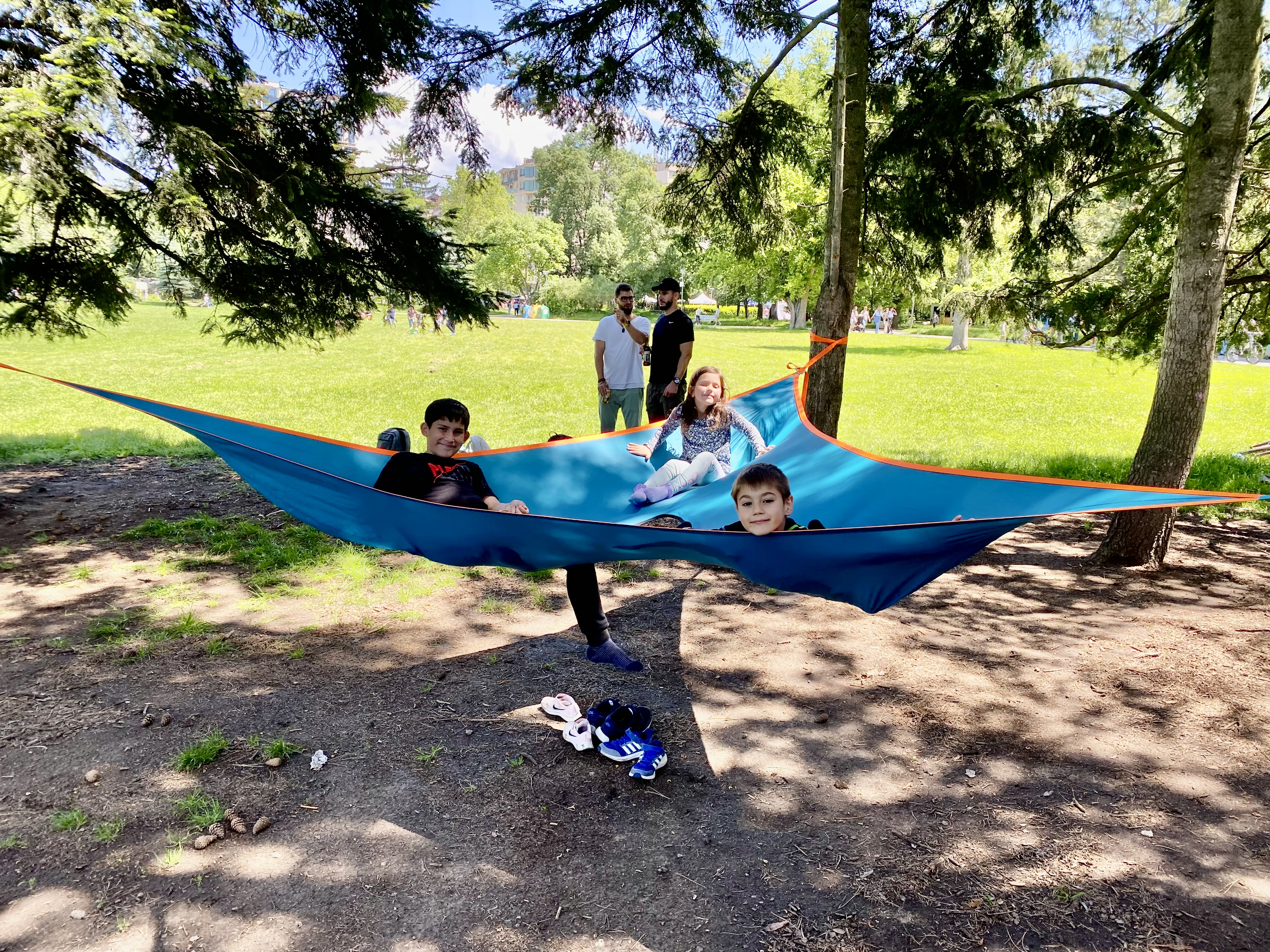
Tripple hammock by Spider tents

对于非撑杆式吊床，其悬挂方式对舒适性至关重要。一般来说，较高的固定点和适当的固定距离是首选，尽管这两个尺寸可以调整以弥补其中一个的不足。吊绳与固定点（如柱子、墙壁或树木）之间的最佳角度通常为30度左右。吊床可以通过各种悬挂系统固定在锚点上，包括绳索和织带。虽然可以沿吊床长度方向或宽度方向躺卧，但大多数吊床以对角线姿势使用效果最佳，因为这种姿势可以提供最大的空间和支撑。

## 伸延閱讀
- Blomfield, R. Massie, , The Mariner's Mirror, 1911, 1 (5): 144–147, doi:10.1080/00253359.1911.10654498
- Sleeswyk, André W., , The Mariner's Mirror, 1990, 76 (4): 361–362
- White, Lynn, , Proceedings of the American Philosophical Society, 1970, 114 (6): 423–431